# Guardia tiratrice

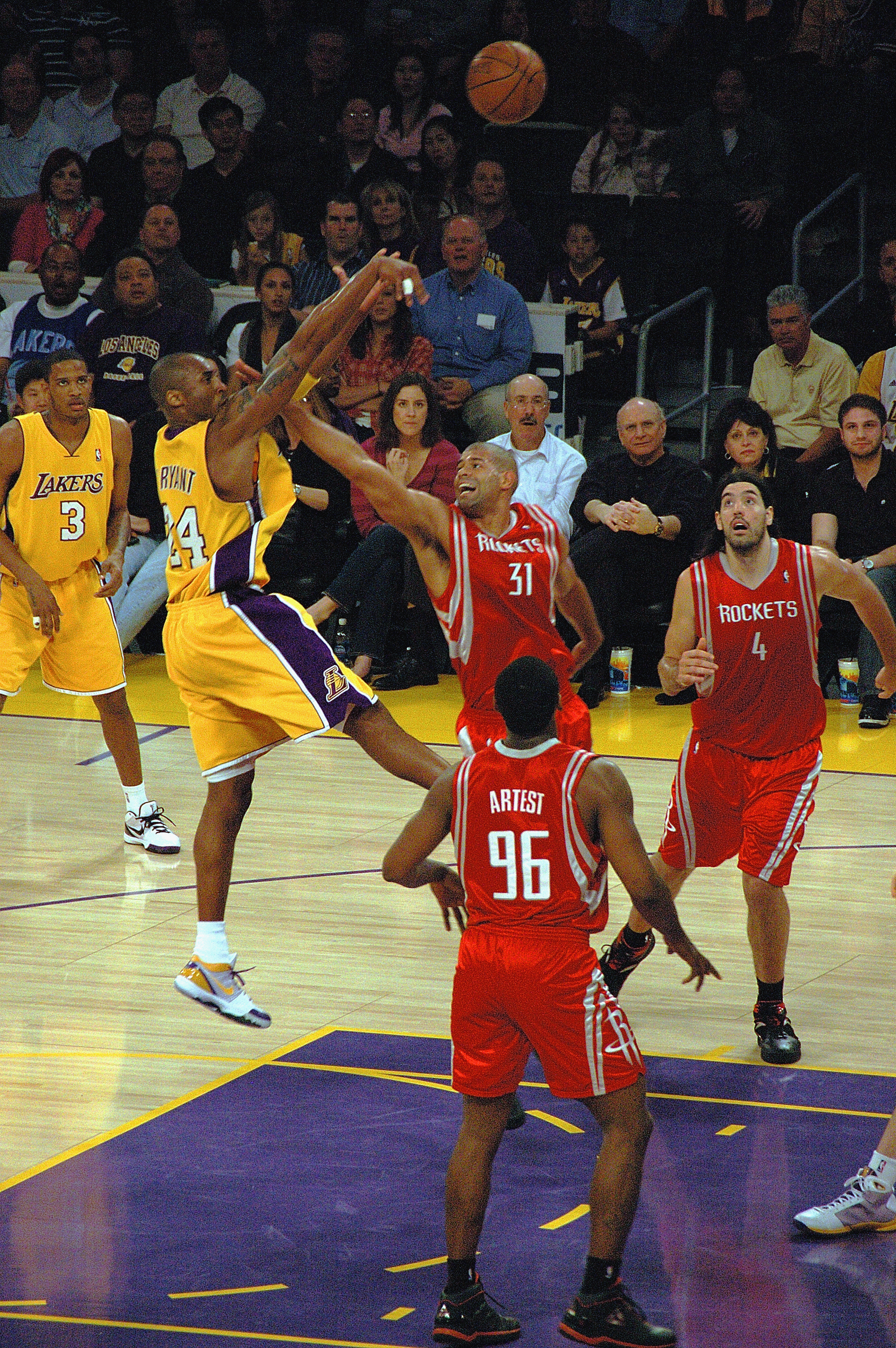
Kobe Bryant tira in fade-away.

La guardia tiratrice, spesso chiamata semplicemente guardia e nella NBA shooting guard, è uno dei cinque ruoli standard della pallacanestro; negli schemi viene indicata con il numero 2.
L'obiettivo principale di una guardia è quello di segnare punti sfruttando il tiro dalla media o lunga distanza o la penetrazione.

## Caratteristiche
Le guardie sono generalmente più basse, veloci ed agili rispetto alle ali (forwards). Si tratta solitamente di un giocatore molto preciso al tiro (anche da tre) ma abile anche a penetrare verso il canestro.
Molte guardie tiratrici possono generalmente giocare anche come ala piccola, ed alcune talvolta possono sostituire i playmaker nella regia. Solitamente, l'altezza intorno alla quale si aggira la maggior parte delle guardie è compresa tra 1,93 e 2,03 m.
Tra i giocatori più importanti in NBA in questo ruolo troviamo Sam Jones, Oscar Robertson, Earl Monroe, George Gervin, David Thompson, Clyde Drexler, Michael Jordan (ritenuto tra i rinnovatori del ruolo), Reggie Miller, Allen Iverson, Kobe Bryant, Vince Carter, Ray Allen, Tracy McGrady, Dwyane Wade. Tra i migliori interpreti in questo ruolo ancora in attività vi abbiamo James Harden, Klay Thompson, Anthony Edwards, Donovan Mitchell, Derrick White, Devin Booker, Tyler Herro e Jamal Murray.
Nella pallacanestro europea si sono distinti Dražen Petrović (ritenuto tra gli europei più forti di tutti i tempi), Manu Ginobili (sebbene argentino) Mirza Delibašić, Predrag Danilović, Šarūnas Marčiulionis, Nikos Galīs e Marco Belinelli.